# Ramerupt
Ramerupt [ʁamʁy] est une commune française, située dans le département de l'Aube en région Grand Est.

## Géographie
Sont cités comme lieux, au cadastre de 1838 : Bois-de-la-Halle et celui de l'Église, de l'Abbé, de la Noquené et Sabotier ; Chitry, Courterie, les Forges, la Gravière, le Haut-Chemin, les Huttes-Gallée, la Pièté, le Pont-Adam, Saint-Jean.

### Communes limitrophes
| Isle-Aubigny |          | Vaucogne        |
|              | Ramerupt | Morembert       |
| Chaudrey     |          | Nogent-sur-Aube |

### Hydrographie
La commune est dans la région hydrographique « la Seine de sa source au confluent de l'Oise (exclu) » au sein du bassin Seine-Normandie. Elle est drainée par l'Aube, le Meldancon, le Puits, le Puits et le Puits,.
L'Aube, d'une longueur de 249 km, prend sa source dans la commune d'Auberive et se jette  dans la Seine à Marcilly-sur-Seine, après avoir traversé 82 communes.
Le Meldancon, d'une longueur de 26 km, prend sa source dans la commune de Lignon et se jette  dans l'Aube à Morembert, après avoir traversé onze communes.
Le Puits, d'une longueur de 33 km, prend sa source dans la commune de Sompuis et se jette  dans l'Aube à Ortillon, après avoir traversé onze communes.

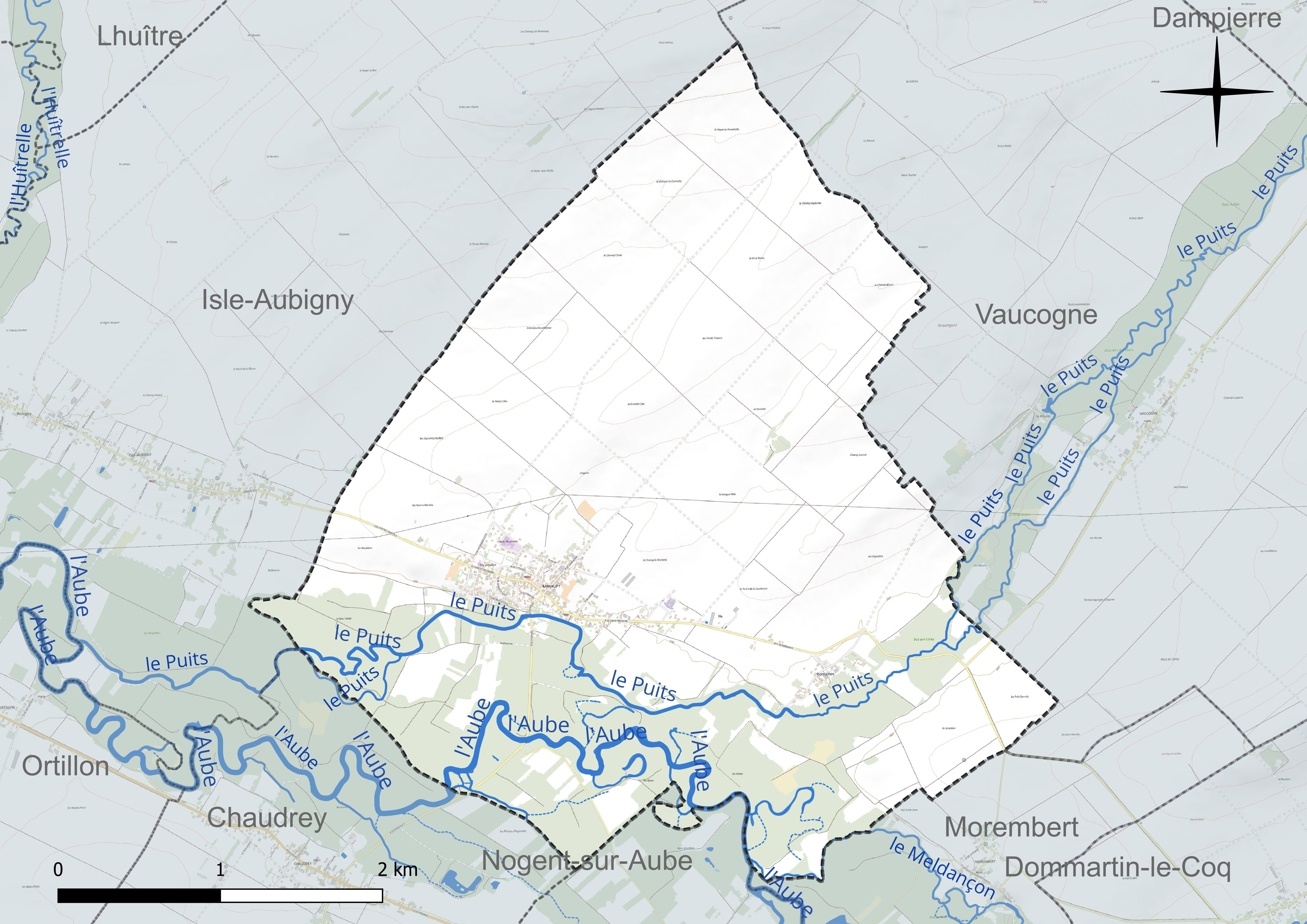
Réseau hydrographique de Ramerupt.

### Climat
Pour des articles plus généraux, voir Climat du Grand Est et Climat de l'Aube.
En 2010, le climat de la commune est de type climat océanique dégradé des plaines du Centre et du Nord, selon une étude du Centre national de la recherche scientifique s'appuyant sur une série de données couvrant la période 1971-2000. En 2020, Météo-France publie une typologie des climats de la France métropolitaine dans laquelle la commune est exposée à un climat océanique altéré et est dans la région climatique Nord-est du bassin Parisien, caractérisée par un ensoleillement médiocre, une pluviométrie moyenne régulièrement répartie au cours de l’année et un hiver froid (3 °C).
Pour la période 1971-2000, la température annuelle moyenne est de 10,5 °C, avec une amplitude thermique annuelle de 15,7 °C. Le cumul annuel moyen de précipitations est de 710 mm, avec 11,6 jours de précipitations en janvier et 7,9 jours en juillet. Pour la période 1991-2020, la température moyenne annuelle observée sur la station météorologique de Météo-France la plus proche, « Dosnon », sur la commune de Dosnon à 11 km à vol d'oiseau, est de 11,0 °C et le cumul annuel moyen de précipitations est de 698,3 mm. 
La température maximale relevée sur cette station est de 41,6 °C, atteinte le 25 juillet 2019 ; la température minimale est de −25,8 °C, atteinte le 14 février 1956,,.
Les paramètres climatiques de la commune ont été estimés pour le milieu du siècle (2041-2070) selon différents scénarios d'émission de gaz à effet de serre à partir des nouvelles projections climatiques de référence DRIAS-2020. Ils sont consultables sur un site dédié publié par Météo-France en novembre 2022.

## Urbanisme

### Typologie
Au 1er janvier 2024, Ramerupt est catégorisée commune rurale à habitat dispersé, selon la nouvelle grille communale de densité à 7 niveaux définie par l'Insee en 2022.
Elle est située hors unité urbaine. Par ailleurs la commune fait partie de l'aire d'attraction de Troyes, dont elle est une commune de la couronne,. Cette aire, qui regroupe 209 communes, est catégorisée dans les aires de 200 000 à moins de 700 000 habitants,.

### Occupation des sols
L'occupation des sols de la commune, telle qu'elle ressort de la base de données européenne d’occupation biophysique des sols Corine Land Cover (CLC), est marquée par l'importance des territoires agricoles (72,9 % en 2018), une proportion sensiblement équivalente à celle de 1990 (73,6 %). La répartition détaillée en 2018 est la suivante : 
terres arables (69,2 %), forêts (23 %), zones urbanisées (4,1 %), zones agricoles hétérogènes (1,9 %), prairies (1,8 %). L'évolution de l’occupation des sols de la commune et de ses infrastructures peut être observée sur les différentes représentations cartographiques du territoire : la carte de Cassini (XVIIIe siècle), la carte d'état-major (1820-1866) et les cartes ou photos aériennes de l'IGN pour la période actuelle (1950 à aujourd'hui).

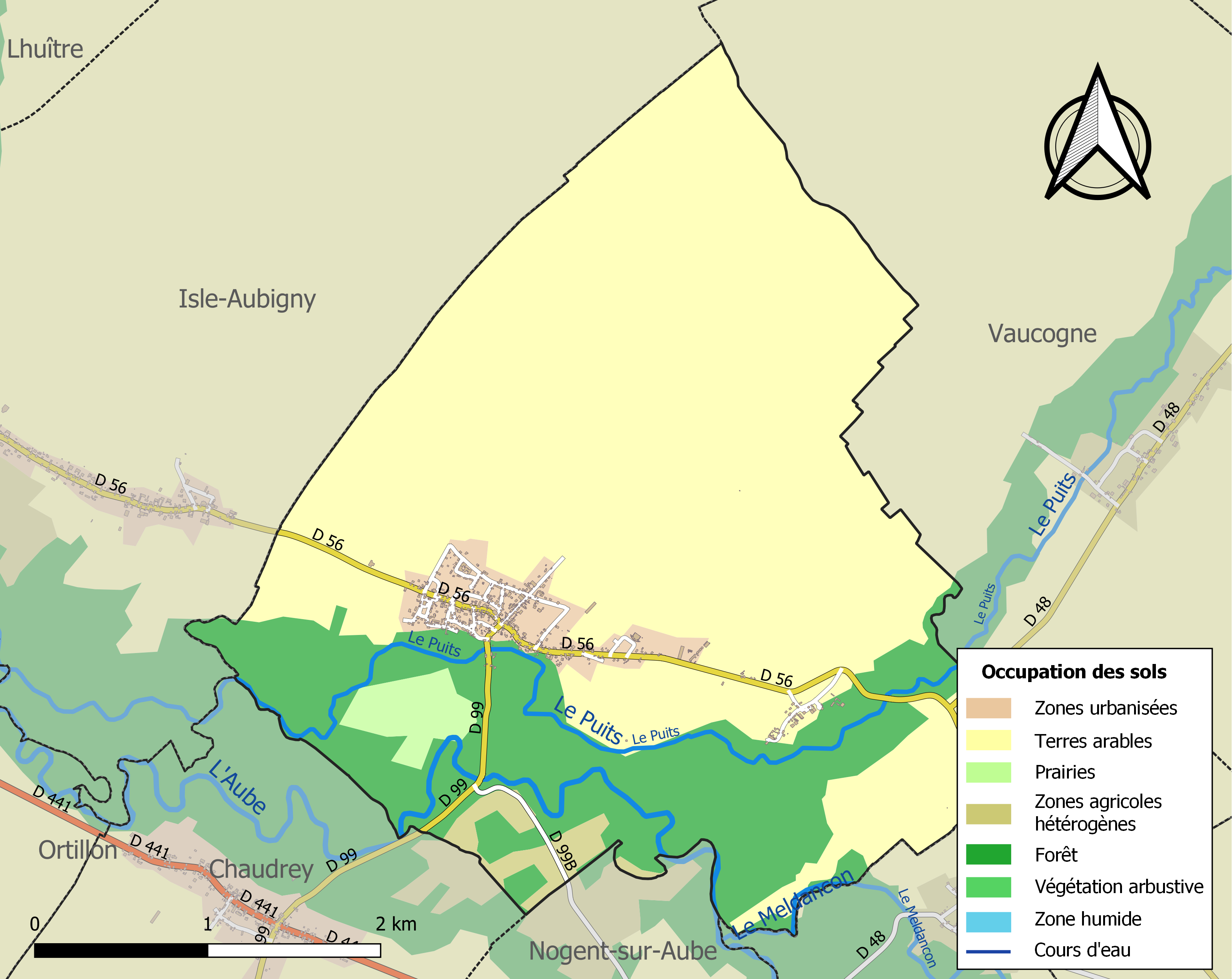
Carte des infrastructures et de l'occupation des sols de la commune en 2018 (CLC).

## Histoire
Des traces montrent une histoire ancienne du village : quatre cercueils de l'époque gallo-romaine trouvés en 1821 au lieu-dit Dalibonne', un autre cimetière au lieu-dit les Routières, deniers de ROMERODO de la fin VIIIe siècle y furent trouvés.
Les premières traces mettent Ramerupt en Bourgogne, où la seigneurie fait partie du comté d'Arcis dont elle est une des quatre châtellenies avec Arcis, Méry et Plancy. Au Xe siècle, les comtes d'Arcis sont également seigneurs de Ramerupt. Ces titres passent ensuite dans la famille de Montdidier puis dans la famille de Brienne.
Au XIIe siècle, la ville fut le berceau d'un mouvement spirituel juif important les Tossafot ou Tosefot (hébreu: תוספות « ajouts ») sont des commentaires du Talmud qui datent de la période médiévale. L'école est fréquentée par des étudiants venus de toute l'Europe. Le maitre de cette école est Rabennou Tam, né à Ramerupt, petit-fils du célèbre rabbin Rachi. La vitalité de ce centre d'étude talmudique connaitra une fin brutale le 8 mai 1147 quand des croisés en route pour la deuxième croisade s'arrêtèrent dans l'école pour en détruire toute la documentation.  
En 1789, le village était de l'intendance et de la généralité de Châlons, de l'élection de Troyes, du bailliage de Chaumont. Il était aussi le siège d'un bailliage seigneurial qui relevait du bailliage ducal de Piney.

### Le prieuré
Premièrement de saint Balsème, il fut ensuite de Notre-Dame, fondé vers 960. Il est fondé par la comtesse Hersende, dame de Ramerupt et comtesse d'Arcis, en sa chapelle castrale lors du transfert des reliques du saint. En 1082, Ebles de Roucy et son frère André ainsi que leurs épouses et Hugue, comte de Dammartin leur cousin soumirent l'église à l'abbaye de Marmoutier. L'église du prieuré devait être en mauvais état car la première demande de démolition fut faite en 1731, puis en 1766, le prieuré fut transféré en l'église paroissiale et en 1861, elle n'était plus que ruines et fut mesurée par Henri d'Arbois de Jubainville et avait 18,7 m de longueur par 9 m de largeur.
Prieurs : 
- 1118 : Geoffroi[20],
- 1123 : Jean,
- 1160 : Pierre,

...
- 1654 - 1670 : Louis de la Baume Montrevel,

...
- 1728 : Jean-Simon Brissart, aussi prieur de Fouchères,
- 1766 : Joseph-Jérôme Le Grand aussi prieur de Saint-Germain-en-l'Haye.

### Château
Il semble exister dès le Xe siècle et fut la demeure de l'un des seigneurs de Ramerupt. Érard de Brienne-Ramerupt le fit reconstruire en 1239 avec fossés qui entourent tant le château que les maisons. Charles-Henri de Clermont-Luxembourg dans son aveu de 1636 le qualifiait de "vestiges et masure d'un vieux château, qui en est le lieu dominant". Il y avait en ce château deux chapelles qui semblent détruites en 1713 car les charges sont transférées en l'église paroissiale, une prison et une maison de garde-chasse sont élevés à leur place.

### Foires
Elles devaient être anciennes car la mesure de Ramerupt était utilisée depuis 1185 et Henri le Libéral y avait un marché en 1177. En 1228 Érard avait une foire le jour de la Nativité-Notre-Dame et obtint de Thibaut IV le droit de la prolonger de deux jours. En 1679 il en est cité deux : le jour de l'Invention, 3 mai, et le jour de l'Exaltation-de-la-Sainte-Croix (14 septembre).

### Hôpital
La date de la création est incertaine, la mention sure est 1235 avec l'installation de nonains. Ils furent remplacés par les moines de la Piété qui le dirigeaient jusqu'en 1672 ; année où l'hôpital passait dans les mains de l'ordre de Saint-Lazare. En 1695, la direction et les revenus des hôpitaux de Trouan, Arcis, Herbisse et Ramerupt sont réunis ; l'hôpital avait une chapelle à la Maladière.

## Politique et administration
| Période                                  | Période  | Identité                                       | Étiquette | Qualité |
| ---------------------------------------- | -------- | ---------------------------------------------- | --------- | ------- |
| avant 1981                               |          | M. Robert Lelarge                              |           |         |
| mars 2001                                | En cours | M. Gérald Tarin Réélu pour le mandat 2020-2026 | DVD       | Artisan |
| Les données manquantes sont à compléter. |          |                                                |           |         |

## Démographie
L'évolution du nombre d'habitants est connue à travers les recensements de la population effectués dans la commune depuis 1793. Pour les communes de moins de 10 000 habitants, une enquête de recensement portant sur toute la population est réalisée tous les cinq ans, les populations de référence des années intermédiaires étant quant à elles estimées par interpolation ou extrapolation. Pour la commune, le premier recensement exhaustif entrant dans le cadre du nouveau dispositif a été réalisé en 2005.

En 2022, la commune comptait 415 habitants, en évolution de +2,98 % par rapport à 2016 (Aube : +0,7 %, France hors Mayotte : +2,11 %).
| 1793 | 1800 | 1806 | 1821 | 1831 | 1836 | 1841 | 1846 | 1851 |
| ---- | ---- | ---- | ---- | ---- | ---- | ---- | ---- | ---- |
| 490  | 602  | 518  | 575  | 613  | 577  | 573  | 588  | 604  |

| 1856 | 1861 | 1866 | 1872 | 1876 | 1881 | 1886 | 1891 | 1896 |
| ---- | ---- | ---- | ---- | ---- | ---- | ---- | ---- | ---- |
| 609  | 595  | 592  | 561  | 543  | 528  | 529  | 502  | 490  |

| 1901 | 1906 | 1911 | 1921 | 1926 | 1931 | 1936 | 1946 | 1954 |
| ---- | ---- | ---- | ---- | ---- | ---- | ---- | ---- | ---- |
| 496  | 470  | 450  | 390  | 372  | 380  | 380  | 361  | 338  |

| 1962 | 1968 | 1975 | 1982 | 1990 | 1999 | 2005 | 2006 | 2010 |
| ---- | ---- | ---- | ---- | ---- | ---- | ---- | ---- | ---- |
| 342  | 348  | 329  | 362  | 347  | 357  | 365  | 372  | 386  |

| 2015 | 2020 | 2022 | - | - | - | - | - | - |
| ---- | ---- | ---- | - | - | - | - | - | - |
| 396  | 410  | 415  | - | - | - | - | - | - |

## Lieux et monuments
- Abbaye cistercienne de la Piété-Dieu.
- Église Saint-Roch élevée de 1834 à 1838. La paroisse était au diocèse de Troyes, au doyenné d'Arcis, la présentation était au chapitre Saint-Pierre de Troyes de 1191. L'église était alors sous le vocable de Saint-Martin. Son mobilier comporte une chaire[27] du XVIe siècle, un buste de saint Roch[28] une statue d'évêque[29] en chêne du XVe siècle. Une Marie à l'Enfant[30] du XVe siècle. Un triptyque représentant la Visitation, l'Annonciation ; la Nativité, Assomption, Annonciation aux bergers ; l'Agnus Dei, Jésus parmi les Docteurs[31] avec des blasons de donateurs (?).
Des dalles funéraires d'Armand Jean François Daulnay et dame Marie-Élisabeth de Bereyson de 1761[32] et de Jean de Guigne[33] de 1653.
- Église Saint-Félix-de-Nole de Ramerupt, à Romaines.
- Chapelle des Tossafistes, rue Rashi.
- Monument aux morts.
- Halle qui est déjà mentionnée en 1668 et qui hébergeait un marché chaque samedi, elle était le siège d'un auditoire[34].

## Personnalités liées à la commune
- Emmanuel Hublot (1911-2003), général d’armée.
- Arcade-Armand Bertrand (1817-1857), professeur agrégé de physique et conservateur du cabinet de physique de l'école Normale à Paris. Ami de Charles-Eugène Delaunay.
- Charles-Eugène Delaunay (1816-1872), astronome et mathématicien français, vécut et fut inhumé à Ramerupt.
- Louis Débonnaire (1679-1752), oratorien, docteur en Sorbonne, auteur de plusieurs ouvrages de dévotion et de poésie.
- Charles Merlin (1678-1747), critique et écrivain ecclésiastique né à Ramerupt et mort à Paris. Membre de la Compagnie de Jésus, un des principaux rédacteur du journal de Trévoux.
- Érard de Brienne-Ramerupt, chevalier croisé du XIIIe siècle et seigneur de Ramerupt.
- Rabbenou Shmouel ben Meïr, plus connu sous l'acronyme de Rashbam (רשב"ם) est un exégète biblique et tossafiste ayant vécu en Champagne au XIIe siècle (c.1085 - c.1158). Fils de Yokheved, la fille aînée de Rachi, et de Rabbenou Meïr de Ramerupt, un illustre élève de Rachi, il est l'aîné de trois frères, dont le second, Isaac, meurt du vivant de son père, et dont le troisième, Jacob, deviendra le dirigeant du judaïsme ashkénaze[35].
- Rabbi Jacob ben Meïr dit Rabbenou Tam, frère du précédent, né et mort à Ramerupt (1100-1171) le plus illustre des Tossafistes, fils de Rabbi Meïr ben Samuel et de Yocheved, fille aînée de Rachi, par qui l’école française du Talmud connut un tel retentissement qu’elle imprima à jamais à l’étude talmudique une méthode de lecture qui rendit le texte simple et transparent. C’est Rabbenou Tam qui intronisa Rachi comme le maître à penser des Tossafistes.[réf. nécessaire]
- Wenilon (800-865), archevêque de Sens.
- Ganelon, personnage historique qui a inspiré la littérature serait, selon Aubry de Trois-Fontaines, né à Ramerupt vers 760 et mort écartelé à Saragosse en 806.

## Héraldique
|  | Les armes de la ville se blasonnent ainsi : Parti : au 1er d’or au lion d’azur, au 2e d’argent au lion de gueules, la queue fourchée, armé, lampassé et couronné d’or. |